# Tuure Junnila

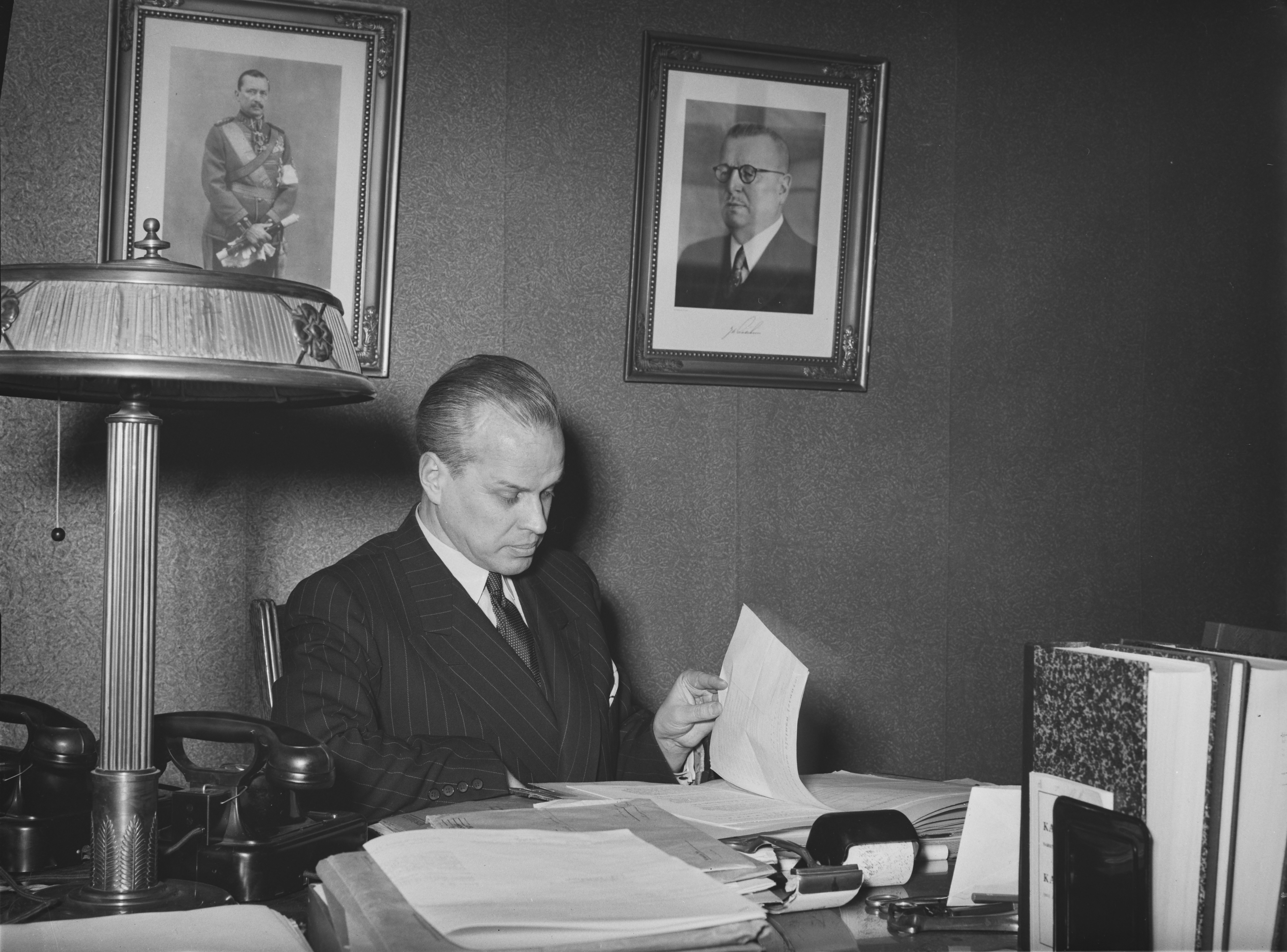
Tuure Junnila.

Tuure Jaakko Kalervo Junnila, född 24 juli 1910 i Kiikka, död 21 juni 1999 i Helsingfors, var en finländsk politiker och bankman. 
Junnila blev student 1930, filosofie kandidat 1936 och filosofie doktor 1945. Han var byråchef vid omsättningsskattekontoret 1941–1942, forskare vid Finlands Banks ekonomiska forskningsinstitut 1942–1948 och tillhörde Kansallis-Osake-Pankkis direktion 1948–1975. Han var docent i nationalekonomi vid Helsingfors universitet 1951–1977. Han representerade Samlingspartiet i Finlands riksdag 1951–1962, 1966–1979, 1983–1987 och 1990–1991. Under hans tid som finansminister 1953–1954 avvecklades den krigstida ransoneringen slutgiltigt. Han var elektor vid presidentvalet i Finland 1956. 
Junnila var en av de få finländska politiker som på 1960- och 1970-talet öppet kritiserade president Urho Kekkonen för dennes politik i förhållande till Sovjetunionen. Han ingick i Honkaförbundet 1961 och analyserade notkrisen i boken Noottikriisi (1962). Sina memoarer publicerade han redan 1980 under titeln Toisinajatteleva Kekkosen tasavallassa.